# Bridge over Troubled Water
"Bridge over Troubled Water" é a canção-título do último álbum da dupla Simon and Garfunkel. Lançada no dia 26 de Janeiro de 1970, "Bridge over Troubled Water" chegou a número um nas paradas da Billboard Hot 100 no dia 28 de Fevereiro de 1970 e lá permaneceu por seis semanas até ser substituída por Let It Be dos Beatles.. Esteve presente na lista das 500 melhores canções de todos os tempos da revista Rolling Stone.

## A Canção
Esta é uma canção cantada somente por Art Garfunkel, acompanhado pelo piano por Larry Knechtel---um músico de estúdio que apareceria paralelamente, na ocasião, noutros projetos, tocando com David Gates, no conjunto Bread. A música dura 4min:52segs e sua forma é estrófica, tendo no total 3 versos, quais os dois primeiros terminam com a frase like a bridge over troubled water, I will lay me down (Como uma ponte sobre águas turbulentas, eu me estenderei) e no terceiro e último verso a frase muda para like a bridge over troubled water, I will ease your mind (como uma ponte sobre águas turbulentas, eu aliviarei suas preocupações), e ao qual a melodia da cadência final e o texto se repetem em um crescendo forte e vivo. A música é interpretada num estilo de balada lenta, usando os acordes simples como de uma progressão harmônica de um lento Blues gospel (I-IV e V), iniciando lenta e piano com um crescendo, poco à poco, até um final vivace, num enorme clímax na terceira estrofe.

## Prêmios
Bridge over Troubled Water recebeu cinco GRAMMYs, incluindo o de melhor canção e disco do ano de 1970, durante a cerimônia de entrega da academia nacional da indústria das artes e ciências de gravação, nos EUA (National Academy of Recording Arts and Sciences---NARAS);  o mesmo álbum recebeu mais um GRAMMY no mesmo ano (melhor álbum).
GRAMMY
Referente ao ano de 1970, na 13ª comemoração de entrega de prêmios da Academia (N.A.R.A.S.).
- Record of the Year - (melhor faixa) ao artista, produtor, por um único projeto (uma canção)- Bridge over Troubled Water
- Song of the Year - (melhor canção) Bridge over Troubled Water
- Best Arrangement - (melhor arranjo) Bridge over Troubled Water
- Best Engineered Recording-Non Classical - (melhor engenharia de som na gravação---música não clássica) Bridge over Troubled Water
- Best Comtemporary Song - (melhor canção contemporânea)  Bridge over Troubled Water

## Outros intérpretes
- Aretha Franklin em 1971:  Aretha Franklin executou-a em estilo Gospel-Blues para seu álbum, Live at Fillmore West, e mais tarde conquistou um prêmio, GRAMMY, de melhor performance vocalista, Rhythm & Blues, feminino na cerimônia de entregas da academia em 1972.
- Elvis Presley: A gravação de Elvis ocorreu em junho de 1970. Elvis a cantou em vários shows dos anos 1970, alguns mostrados no documentário Elvis: That's the Way It Is e que emocionaram a todos, na opinião do público presente.
- Johnny Cash: Johnny Cash gravou-a em dueto com Fiona Apple, sendo incluída no álbum American IV: The Man Comes Around (2002). Apesar do fato que a música fora interpretada por grandes nomes da música pop, a canção continua sendo um dos maiores sucessos norte-americano da música popular, e sem dúvida, uma marca registrada autêntica da dupla Simon and Garfunkel[carece de fontes?]
- Yojiro Noda: Noda a cantou em alguns shows da turnê RADWIMPS Zettai Enmei Tour em 2011.[3]

Outros que gravaram incluem:
- Roberta Flack
- Johnny Mathis, no álbum "Rayndrops Kepps Fallin' on my Head" (1970)
- Tom Jones
- Aaron Neville
- Roy Orbison
- Johnny Cash
- Elton John
- Bonnie Tyler
- David Arculeta
- Mormon Tabernacle Choir
- Barry Manilow
- Ian Gillan
- Anne Murray
- The Jackson Five
- Oslo Gospel Choir
- Michael W. Smith
- Anthony Callea
- Gregorian, no álbum Masters of Chant Chapter IV
- Elvis Presley
- Charlotte Church
- Prince Buster
- Leona Lewis no The X Factor
- Luther Vandross e Jennifer Holliday
- LeAnn Rimes
- Gina Michaells
- Josh Groban e Brian McKnight
- Andrea Bocelli e Mary J Blige
- Amber Riley no seriado "Glee"
- Black Label Society, como bônus no álbum Order Of The Black
- Clay Aiken, na segunda temporada de American Idol
- Daniel
- Emmerson Nogueira
- John Legend
- Russell Watson
- Celtic Woman no show Believe
- Guilherme Arantes, com a versão "Rio das Inquietas Águas" do disco Clássicos (1994).